# Největší přikázání
Největší přikázání jsou pravidla, která mají původ ve Starém zákoně. Poprvé je v Novém zákoně vyjádřil Ježíš Kristus. Jsou považovány za esenci křesťanství. Zkrácená verze Ježíšova výroku je zaznemána v Matoušově evangeliu takto: „‚Miluj Hospodina, svého Boha, celým svým srdcem, celou svou duší a celou svou myslí.‘ Druhé, které je mu podobné je: ‚Miluj svého bližního jako sám sebe.‘ V těchto dvou přikázáních spočívá celý Zákon i Proroci.“
Poptávka po osvědčených návodech na život roste. Vyvstávají tak otázky: Podle čeho v životě žít, čím se řídit, jak se rozhodovat? Dvě přikázání jsou pak jednoduchá pravidla, která se na tato dilemata snaží odpovědět již ve starověku. V určité podobě je nalezneme už ve Starém zákoně, jenž vznikal v prostředí starověkých kultur Egypta a Mezopotámie. V plném znění jsou vyjádřeny až Ježíšem z Nazaretu který je vypreparoval, spojil a konstatoval, že na nich stojí celá starozákonní nauka o správném lidském chování.

## Evangelia
Můžeme se o nich dočíst ve všech synoptických evangeliích. Takhle je např. formuluje Matouš: Když se farizeové doslechli, že Ježíš umlčel saduceje, sešli se tam. Jeden z nich, znalec Zákona, se pak zeptal, aby ho vyzkoušel: „Mistře, které je největší přikázání v Zákoně?“ Ježíš mu řekl: „‚Miluj Hospodina, svého Boha, celým svým srdcem, celou svou duší a celou svou myslí.‘ To je první a největší přikázání. Druhé je mu podobné: ‚Miluj svého bližního jako sám sebe.‘ V těchto dvou přikázáních spočívá celý Zákon i Proroci.“ Marek k tomu dodává: „Mistře, to jsi opravdu řekl dobře. Ano, Bůh je jediný a není žádný kromě něj. A milovat ho celým srdcem, celým rozumem a ze vší síly a milovat svého bližního jako sám sebe – to je nade všechny zápaly a oběti.“ Když Ježíš uviděl, jak moudře mu odpověděl, řekl mu: „Nejsi daleko od Božího království.“ A nikdo se ho už neodvažoval na nic zeptat. V Lukášově evangelium je ještě pravidlo, které můžeme chápat jako rozvedení druhého: Chovejte se k lidem tak, jak chcete, aby se oni chovali k vám.
V rámci křesťanství není důležitější dogma pro lidské chování než právě tato přikázání. Čtení Evangelií pak pomáhá pochopit jejich aplikaci. V různých podobách je ale najdeme i v jiných kulturách (zlaté pravidlo), do určité míry se tak jedná o kulturní univerzálie, na nichž se shoduje značná část obyvatel planety již po tisíce let. Tato dvě přikázání jsou jedinečná zejména z toho důvodu, že se je může snažit dodržovat každý v každé situaci. Nekladou totiž nároky na nic konkrétního, jen na lásku ke třem entitám, z níž pak teprve vyvěrají konkrétní jednání podle individuálních možností.

## Miluj Hospodina, svého Boha, celým svým srdcem, celou svou duší a celou svou myslí
Lidská mysl pravděpodobně nemůže Boha plně pochopit. Proto je vhodné podle starozákonního učení nebrat jméno Boží nadarmo a neříkat věci jako „Bůh chce to či ono“. Jelikož o něm a o jeho úmyslech nevíme nic jistého. Každopádně celková láska k tomuto nedefinovatelnému subjektu pomáhá nemilovat více cokoliv co je definovatelného (majetek, různé koncepty jako komunismus či volný trh jako řešení všech problémů, popř. osoby). Tím, že milujeme Boha si zároveň totiž uvědomujeme, že nic z toho, co máme rádi, není Bůh. Bez milování Boha může náboženská láska sublimovat do věcí či lidí). Nezdravá zamilovanost k druhým může později vést i k nenávisti. Pokud nic nemilujeme více než Boha, můžeme ostatní věci a lidi mít rádi ale nemilovat je náboženskou láskou.

## Miluj svého bližního jako sám sebe
Protože člověk byl podle biblického učení stvořen Bohem, měl by se podle také milovat, protože pokud miluje Boha, je logické, že miluje i to, co vytvořil. Zároveň stvořil také našeho bližního, proto i jeho je třeba milovat. Ne víc a ne míň než sebe. To pomáhá jak k asertivitě, tak altruismu. Koncept bližního zároveň přesahuje rodiny a národy. Podle Ježíšova Podobenství o milosrdném Samaritánovi by se lidé měli chovat jako bližní k těm, kteří to potřebují. Otázka nestojí tak, kdo je nám bližní, ale abychom jednali tak, aby nás ostatní považovali za svoje bližní.

## Myšlenkový rámec
To, co je na obou přikázáních podnětné, je to, že mohou vést k vnitřní proměně člověka. Nejedná se o nějaká konkrétní racionální dogmata, co je dobré v životě dělat, naopak se jedná o myšlenkový rámec, z nějž by pak měly vznikat dobré věci. Lidé se pak mohou stát oním dobrým stromem, který nese dobré ovoce. Veškerá rozhodování a jednání by podle tohoto rámce měla být založena právě na těchto dvou přikázáních.